# Provincia de Nevşehir
La provincia de Nevşehir es una de las 81 provincias de Turquía, y pertenece a la región de Anatolia Central. La capital provincial es Nevşehir. Limita al noroeste con la provincia de Kırşehir, al suroeste con la provincia de Aksaray, al sur con la provincia de Niğde, al sureste con la provincia de Kayseri, y al noreste con la provincia de Yozgat. En Nevşehir está la región de Capadocia y la antigua ciudad de Göreme, dos importantes centros turísticos.
En la provincia se encuentran un gran número de iglesias del periodo bizantino.

## Distritos
La provincia de Nevşehir se divide en 8 Distritos:
- Acıgöl
- Avanos
- Derinkuyu
- Gülşehir
- Hacıbektaş
- Kozaklı
- Nevşehir
- Ürgüp

## Galería

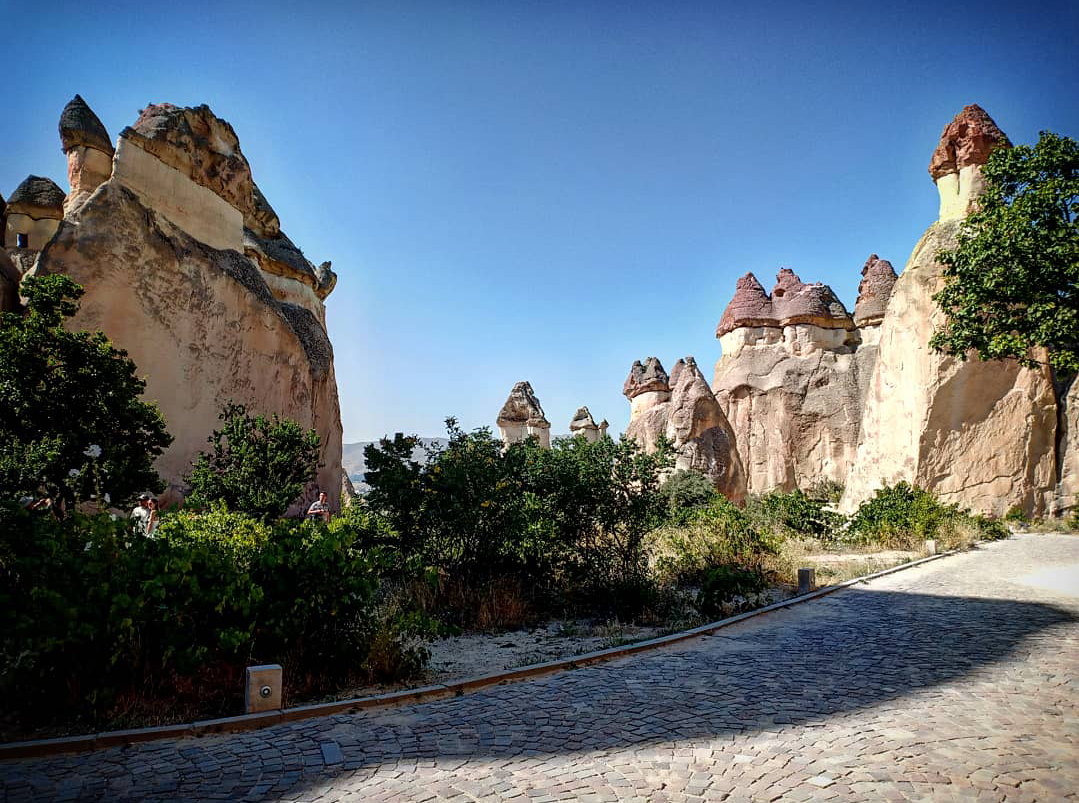
Chimeneas en Ürgüp
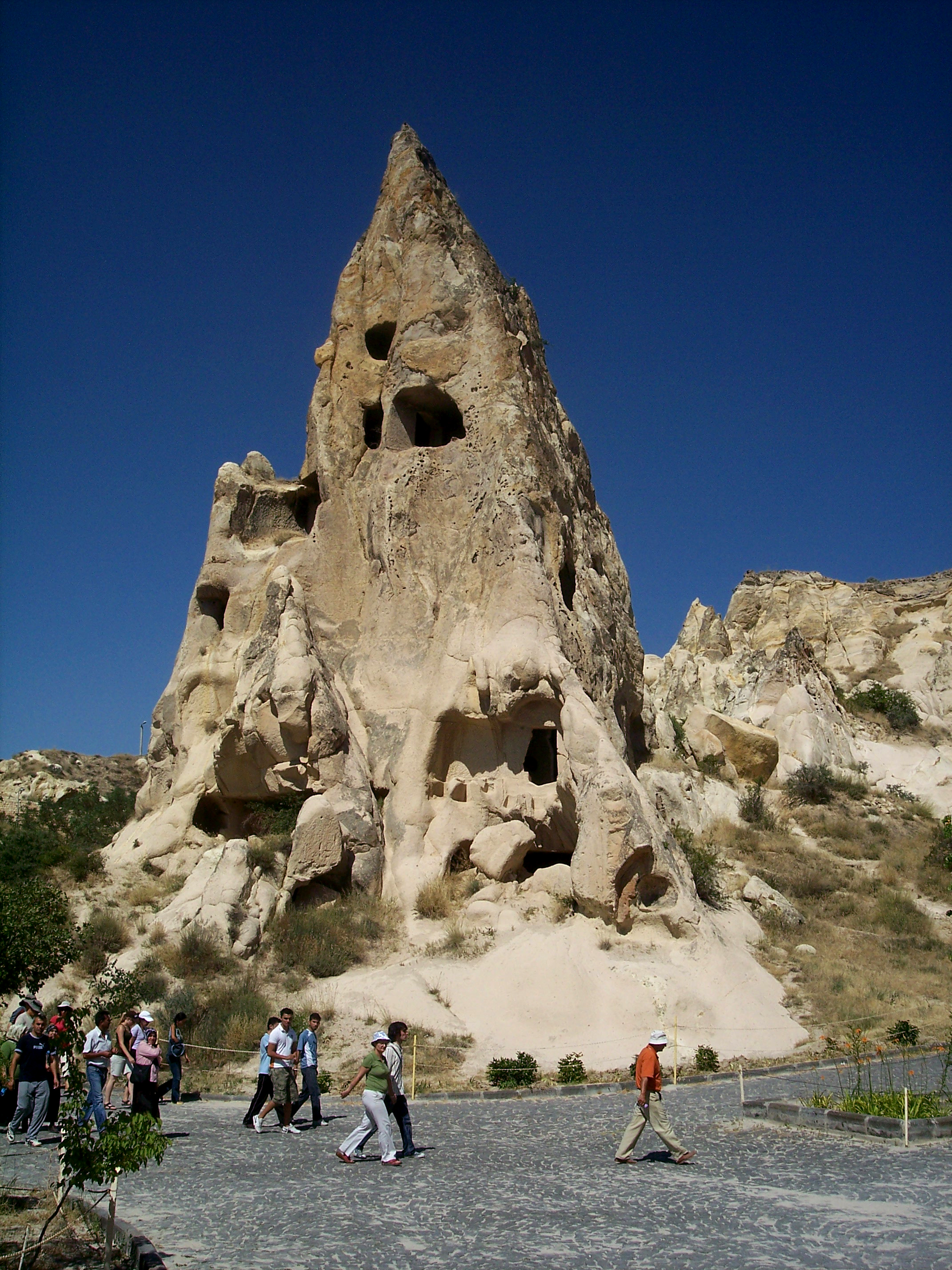
Formación rocosa en Goreme Museo al aire libre
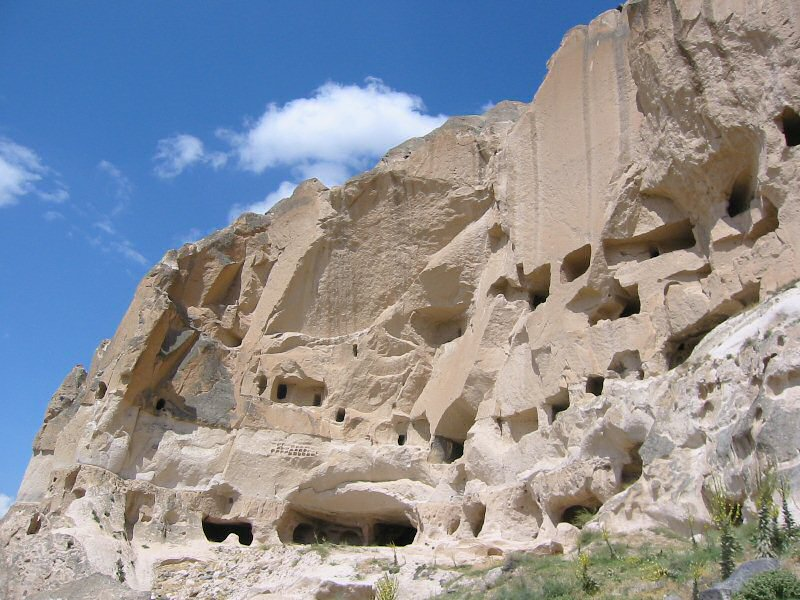
Vista desde Tatlarin, Nevşehir
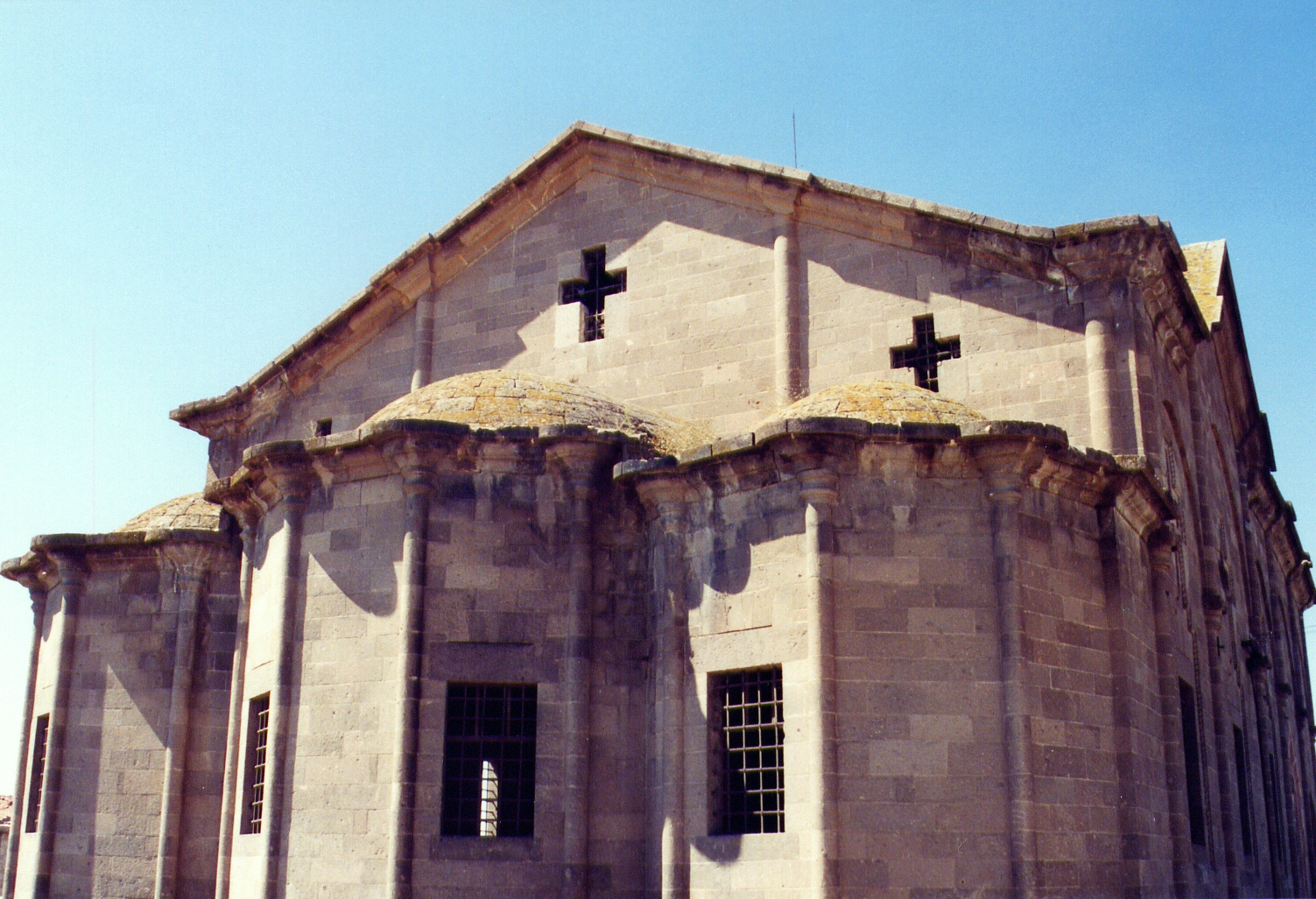
Iglesia histórica en Derinkuyu